# بلير غيفين
بلير غيفين (بالإنجليزية: Blair Gavin)‏ (8 يناير 1989 بفينيكس في الولايات المتحدة - ) هو لاعب كرة قدم أمريكي في مركز الوسط. شارك مع منتخب الولايات المتحدة تحت 18 سنة لكرة القدم ومنتخب الولايات المتحدة تحت 20 سنة لكرة القدم. أما مع النوادي، فقد لعب مع نادي شيفاز يو إس أي وفينيكس راسينغ وIMG Academy Bradenton ‏.

## روابط خارجية
- بلير غيفين على موقع الدوري الأمريكي (الإنجليزية)
- بلير غيفين على موقع قاعدة بيانات كرة القدم.إي يو (الإنجليزية)